# Еппет-Бьолькьой
Еппе́т-Бьолькьо́й (рос. Эппет-Бёлькёй) — невеликий острів в Оленьоцькій затоці моря Лаптєвих. Територіально відноситься до Якутії, Росія.
Розташований в центрі затоки, в дельті річки Оленьок. Знаходиться між затокою Огонньор-Кубата на півночі та протокою Улахан-Уес на півдні. Вузькою протокою на заході відокремлений від сусіднього острова Оччугуй-Еппет-Арита. Острів має овальну форму, видовжений із півночі на південь. Вкритий болотами та пісками, має 2 невеликих озер, з півночі оточений мілинами.
| Росія | Це незавершена стаття з географії Росії. Ви можете допомогти проєкту, виправивши або дописавши її. |